# Jean-Dominique Cassini
Jean-Dominique Cassini (Párizs, 1748. június 30. – Thury-sous-Clermont, 1845. október 18.) francia csillagász.

## Élete
A párizsi csillagászati obszervatóriumban született, melynek apja, César-François Cassini de Thury az igazgatója volt. 1784-ben ő lépett apja örökébe, de a létesítmény restaurálására és újrafelszerelésére vonatkozó terveit nem tudta véghezvinni a Nemzetgyűlés ellenállása miatt. Pozíciója 1793-94-ben rövid időn belül ellehetetlenült, ezért 1794. szeptember 6-án lemondott tisztségéről, és még abban az évben börtönbe is vetették, ahonnan hét hónap után szabadult. Ezután visszavonult Thurybe, ott hunyt el 1845-ben.
1770-ben megjelentetett egy beszámolót a két évvel korábban tett amerikai utazásáról, amelyet a Francia Természettudományi Akadémia megbízottjaként tett, többek között azért, hogy tesztelje Pierre Le Roy óraszerkezeteit tengeri körülmények között.  1783-ban egy feljegyzést küldött a Royal Society számára, amelyben trigonometrikus mérések elvégzését javasolta a párizsi és a Greenwichi Királyi Obszervatórium között, annak érdekében, hogy pontosítani lehessen a földrajzi koordinátáikat. Javaslatát el is fogadták, ennek eredményeként készült el az 1784-1790 között lefolytatott angol-francia közös felmérés, melynek eredményeit 1791-ben publikálták. A munka kapcsán Pierre Méchain és Adrien-Marie Legendre társaságában utazott Angliába, ahol találkoztak William Herschellel is. Ő fejezte be Franciaország azon térképét, aminek készítését még az apja kezdte el, és amelyet a Francia Természettudományi Akadémia 1793-ban jelentetett meg, illetve amely az 1791-ben kiadott nemzeti atlasz alapjául is szolgált. 1788-ban külföldi tagjai közé választotta az amerikai tudományos akadémia.
Legfiatalabb fia, Henri Cassini botanikus lett, elsősorban az észak-amerikai őszirózsaféléket kutatta.

## Fordítás
- Ez a szócikk részben vagy egészben  a   Dominique, comte de Cassini című angol Wikipédia-szócikk fordításán alapul.  Az eredeti cikk szerkesztőit annak laptörténete sorolja fel. Ez a jelzés csupán a megfogalmazás eredetét és a szerzői jogokat jelzi, nem szolgál a cikkben szereplő információk forrásmegjelöléseként.